# Wellenberg (Turm)

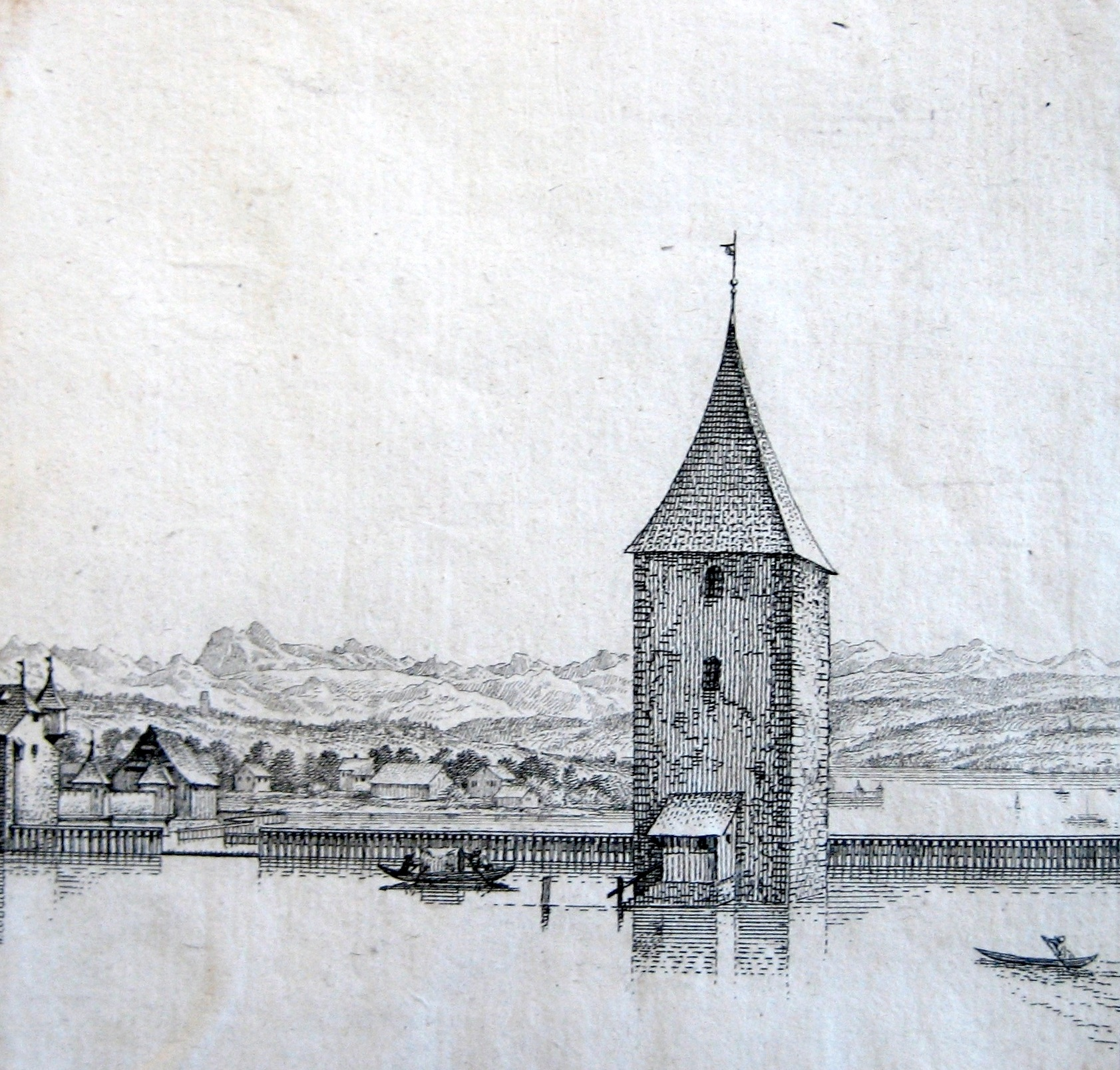
Der Wellenberg von Norden auf einem Stich von Johann Balthasar Bullinger, 1770

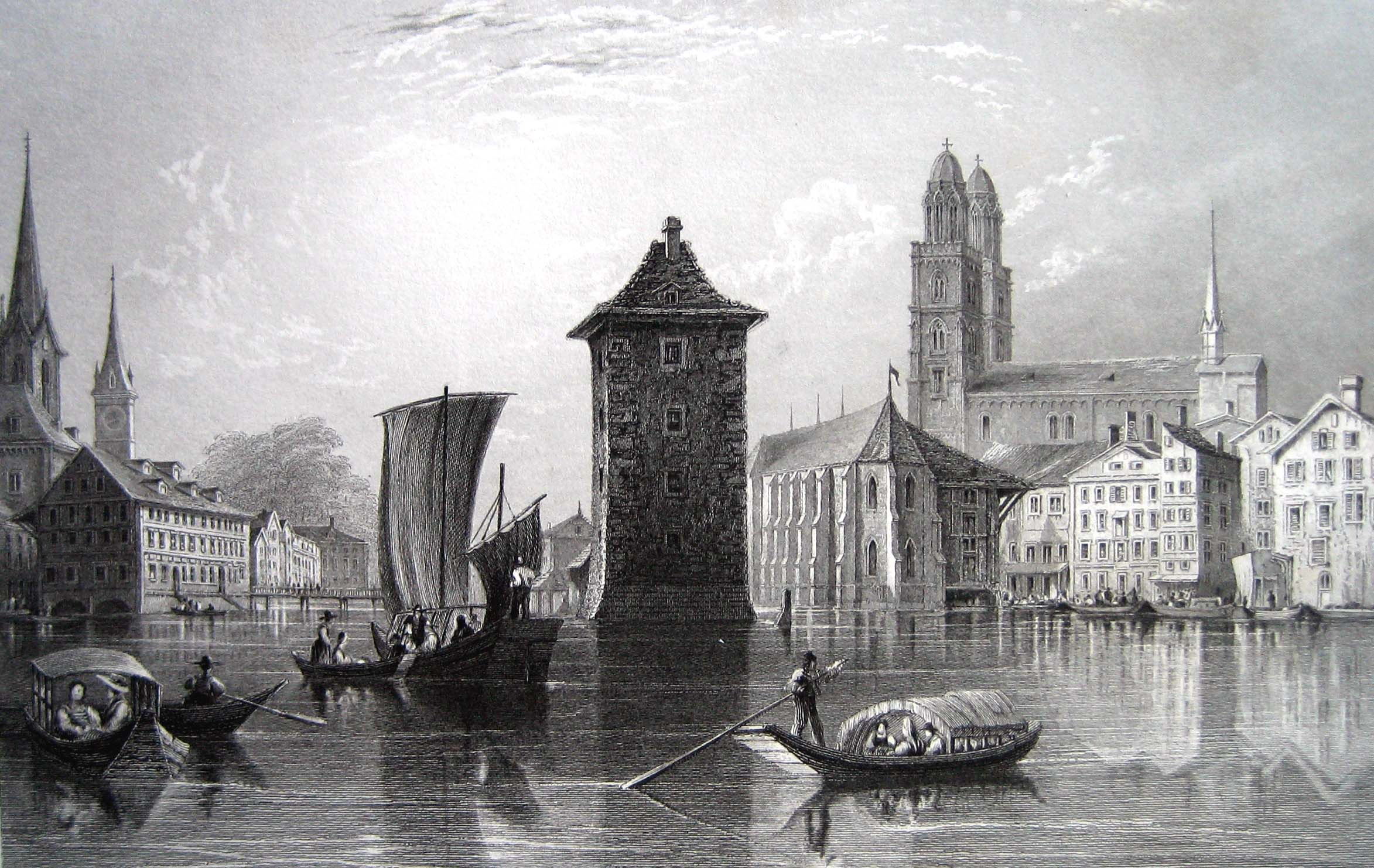
Wellenberg, Ansicht von Süden, Stich von W. Bartlett, um 1834

Der Wellenbergturm war womöglich ein Teil der frühen Stadtbefestigung Zürich. Er stand zwischen der heutigen Münsterbrücke und der Quaibrücke auf der Höhe des Schiffländeplatzes in der Limmat und war nur mit einem Boot erreichbar.

## Geschichte
Schriftliche Belege über den Bau des massiven Turmes fehlen. Johann Jacob Wagner vom Wellenberg schrieb im Mercurius Helveticus, der zwischen 1684 und 1701 erschien: 

„«… der Wasser-Thurm, so der Wellenberg jezund genennet wird und der ein Gefängnuss ist … Diser war zu den Zeiten der Römeren ein Pharos (Leuchtturm), das ist ein solch Thurm, darauf ein grosses Liecht gesetzt worden, um des Nachts denen Seefahrenden die Strass und Gelegenheit zuweisen.»“

 Diese Aussage hat jedoch keine historische Grundlage. Vermutlich wurde der Turm in Zusammenhang mit der ersten Stadtbefestigung in der zweiten Hälfte des 13. Jahrhunderts gebaut, um den obersten Limmatraum zu sichern.
Der Name Wellenberg soll auf einen ursprünglichen Besitzer Ritter Wello oder auf den ersten prominenten Gefangenen zurückgehen, Ulrich von Wellenberg. Dieser habe auf Schloss Wellenberg oberhalb von Felben-Wellhausen gehaust und sich als Raubritter betätigt. Als Rache für die wiederholten Überfälle auf zürcherische Kaufleute sei die Burg 1258 auf Befehl von Rudolf von Habsburg durch einen zürcherischen Stosstrupp gestürmt und niedergebrannt worden. Ulrich von Wellenberg und seine beiden Neffen seien dabei gefangen genommen, nach Zürich verschleppt und bis zur Leistung der Urfehde im Wellenberg eingekerkert worden.
Seine Funktion als Gefängnis wird erstmals im Richtebrief von 1304 erwähnt, in dem der damalige Zürcher Stadtschreiber Nikolaus Mangold die wichtigsten Gesetze der Stadt Zürich in einem Buch zusammengetragen hatte.

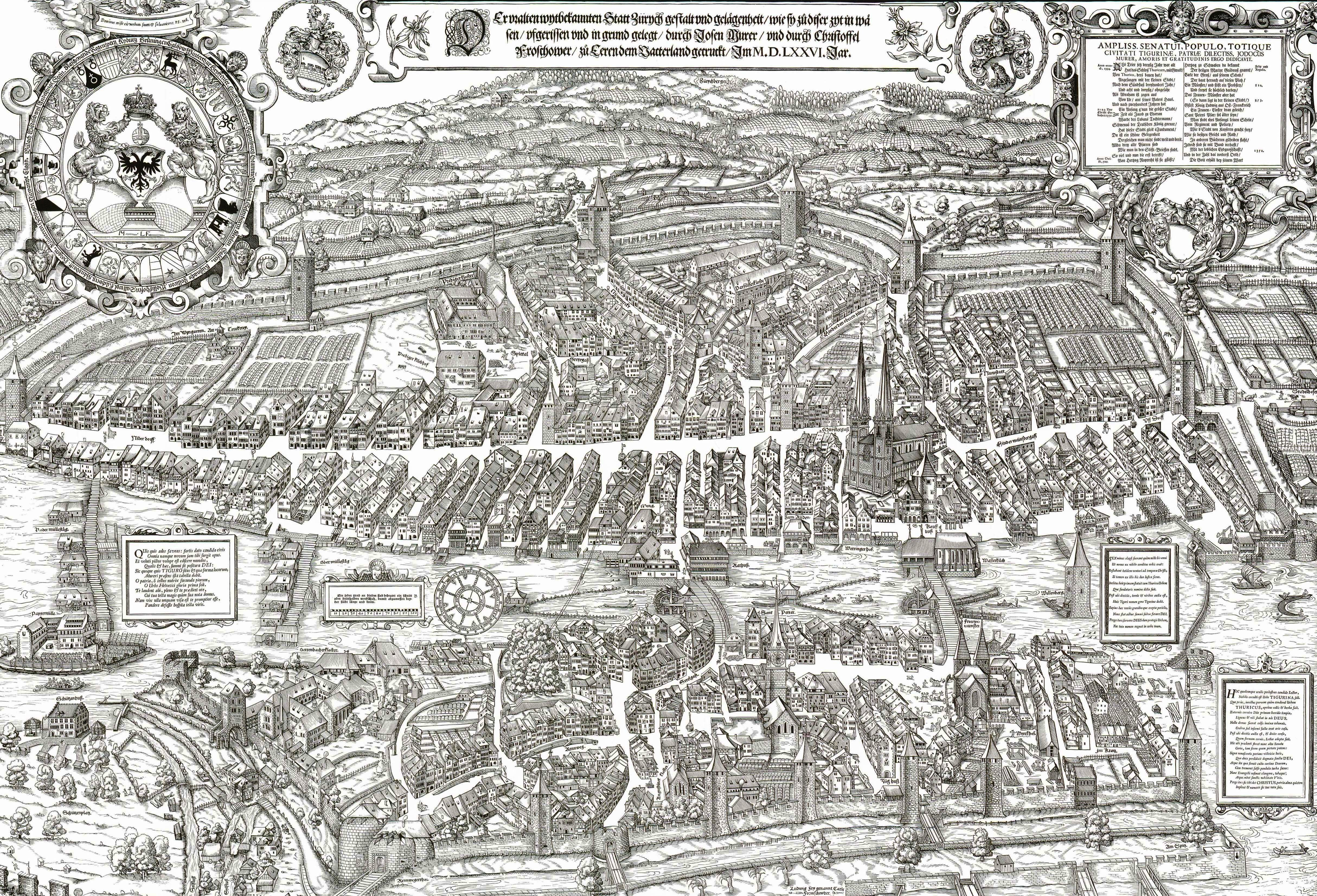
Der Murerplan von 1576, rechts in der Limmat der Wellenberg

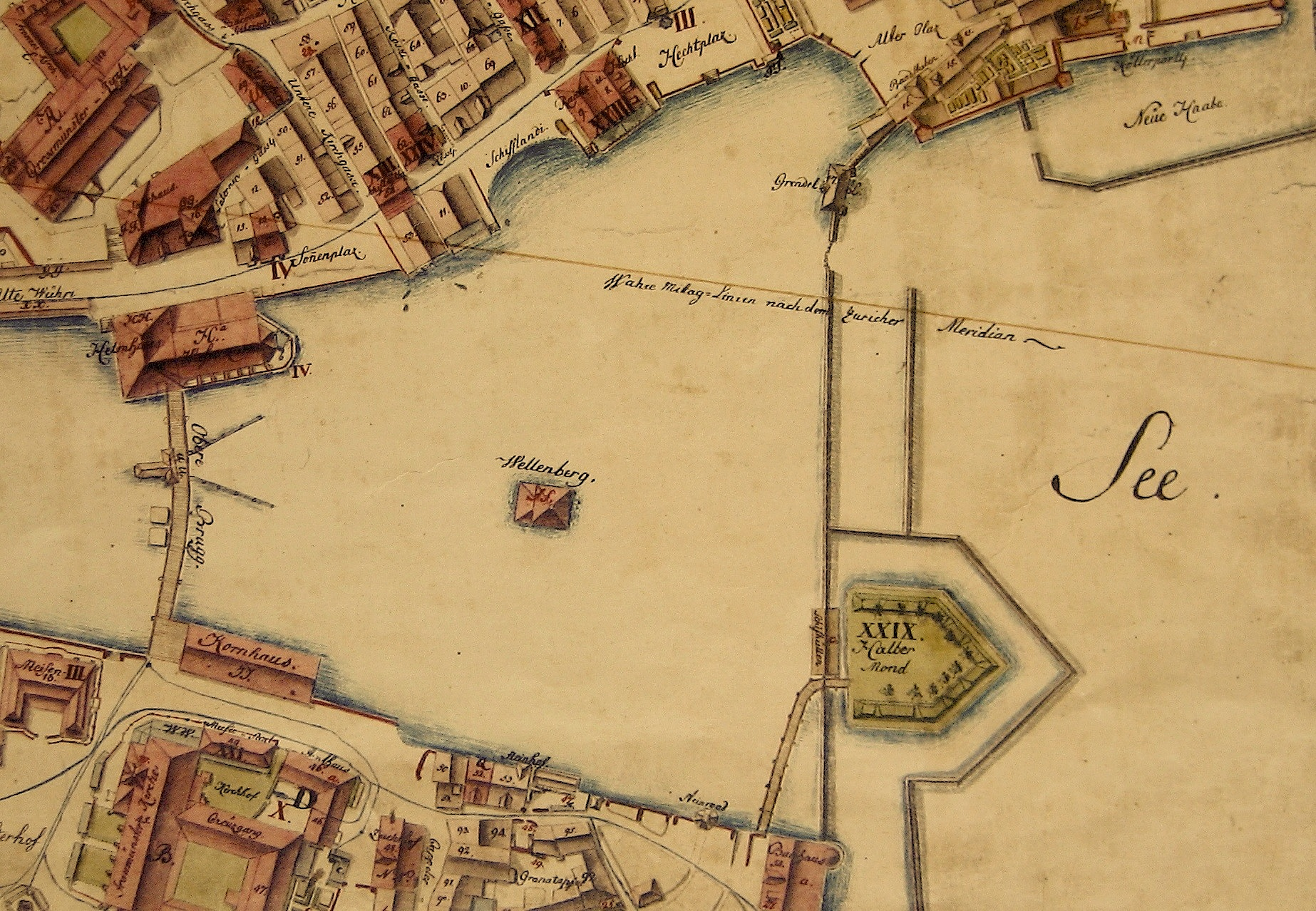
Der obere Limmatraum auf dem Müllerplan von 1790

1536 scheint der Turm in grösserem Umfang erneuert worden sein. 1778 wurde auf der Nordseite ein Vorgebäude mit zwei Verhörzimmern angebaut. Während der Besatzung durch französische Truppen 1789/99 diente der Turm als Gefängnis für Disziplinarstrafen. 1799 brannte der Turm durch Unvorsichtigkeit einiger Arrestanten grösstenteils aus. Er blieb für einige Jahre Ruine, bis er 1804 wieder mit einem Dach versehen und instand gesetzt wurde. Der weitgehende Umbau des Klosters Oetenbach zur kantonalen Strafanstalt in den Jahren 1830–34 machten den Wellenberg als Gefängnis überflüssig. Zudem störte er den Verkehrsfluss auf dem Wasser. 1835 wurde er den Kaufleuten übergeben und im Dezember 1837 abgetragen.
Vor seinem Abbruch konnte der Wellenberg eine Zeitlang von allen Interessierten besichtigt werden. Steine des Turmes wurden zum Bau der Quaianlagen und der Münsterbrücke verwendet, die am 20. August 1838 eingeweiht wurde. Auf den noch vorhandenen Fundamenten des Wellenbergs wurde ein Feuerwerk abgebrannt. Dokumentiert wurde der Turm vor seinem Abbruch von David Nüscheler und Franz Hegi.

## Baubeschreibung
Laut verschiedenen Darstellungen vor 1800 enthielt der Turm drei Geschosse mit neun Gefängnisräumen, darunter zwei «Gewölbe» im Erdgeschoss und ein «Blockhaus» auf dem Dachboden; gedeckt war er mit einem spitzen Pyramidendach. Im frühen 19. Jahrhundert waren zwei Räume beheizbar. Abbildungen, die nach dem Brand von 1803 entstanden, zeigen ihn mit vier Geschossen und einem flacheren Walmdach.
Im Winterthurer Hausfreund aus dem Jahr 1840 wird die Höhe des Turmes mit 50 Fuss angegeben, was etwa 15 Metern entspricht. Länge und Breite sollen je 30 Fuss, also 9 Meter betragen haben. Die Mauerdicke verjüngte sich nach oben von beachtlichen 8 Fuss (2,4 m) auf 5 Fuss (1,5 Meter) unter dem Dach. Bis zu einer Höhe von 2,5 Metern bestand der Turm aus massiven Quadersteinen, weiter oben werden Bruchsteine verwendet worden sein. Das Dach des Wellenbergs war mit Holzschindeln bedeckt.
Laut dem Hausfreund konnten die Gefangenen in den Gewölben im Erdgeschoss kaum aufrecht stehen. Als Verpflegung habe es dort nur Wasser und Brot gegeben, während die Gefangenen in den oberen Räumen zwei- bis dreimal täglich eine warme Mahlzeit erhielten. Der auf dem Dachboden liegende kleiner hölzerner Käfig, der ebenfalls zur Aufnahme widerspenstiger Gefangener diente, sei nicht oft gebraucht worden. Mit einem Warenaufzug konnten Lasten in die oberen Stockwerke gehoben werden. Im Erdgeschoss stand ein grosser hölzerner Pfosten, an den Gefangene gebunden werden konnten. «Nichts wurde gespart, um sowohl für die Sicherheit als für die Gesundheit der Gefangenen zu sorgen», schreibt der Hausfreund.

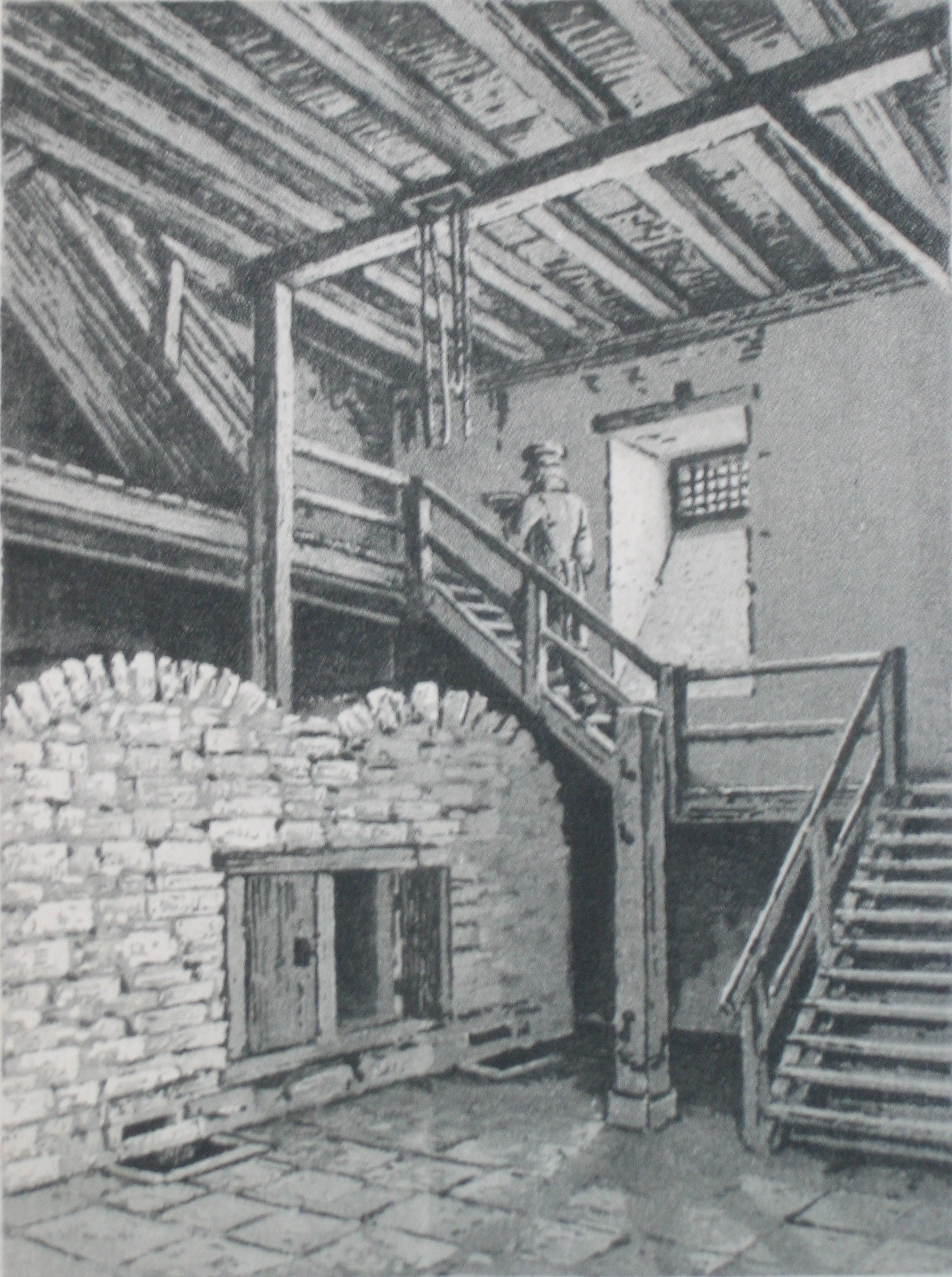
Untere Zellen, Pfosten, oben am Balken der Warenaufzug
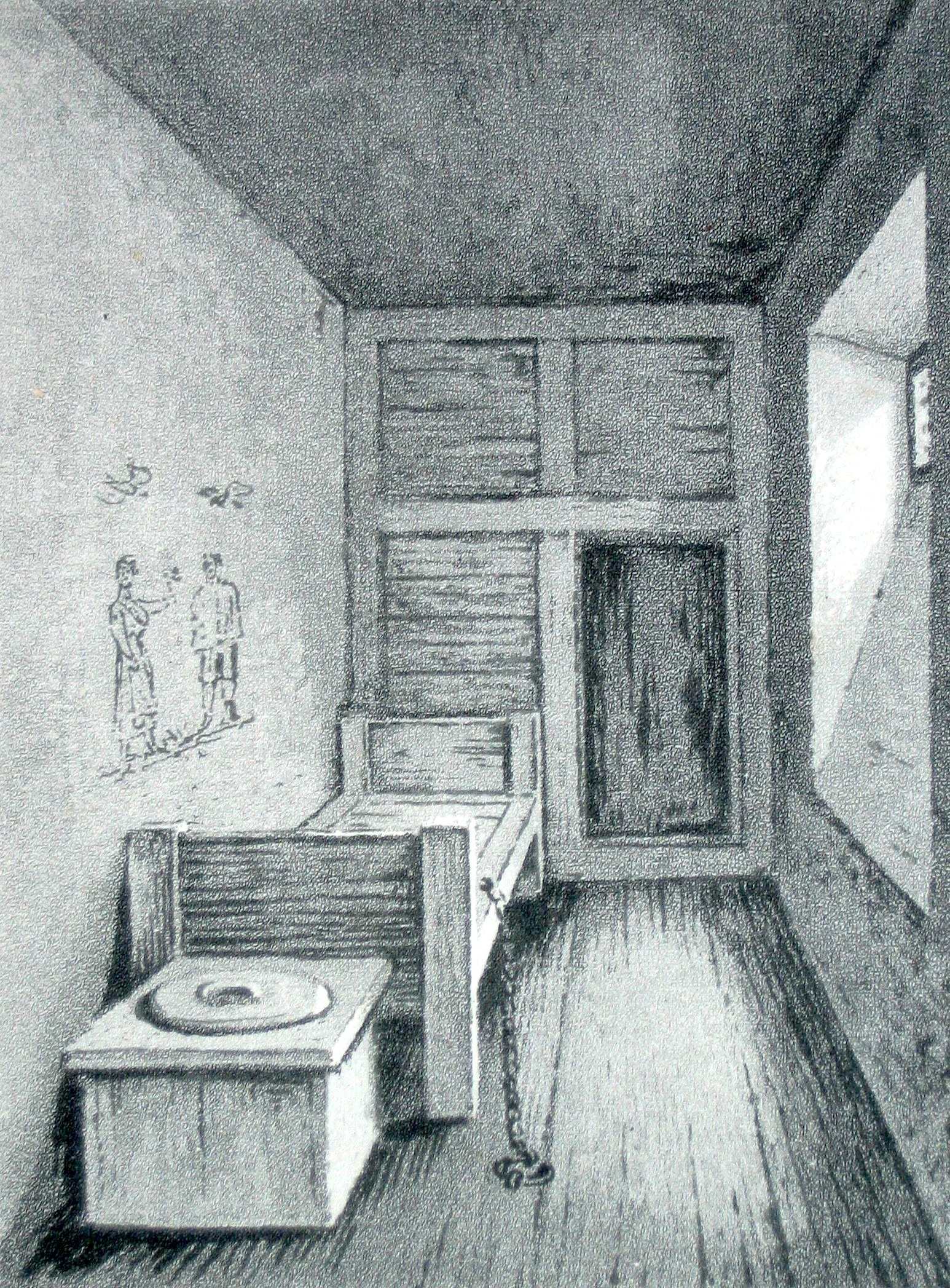
Eine der besseren Zellen mit Bett und Abtritt
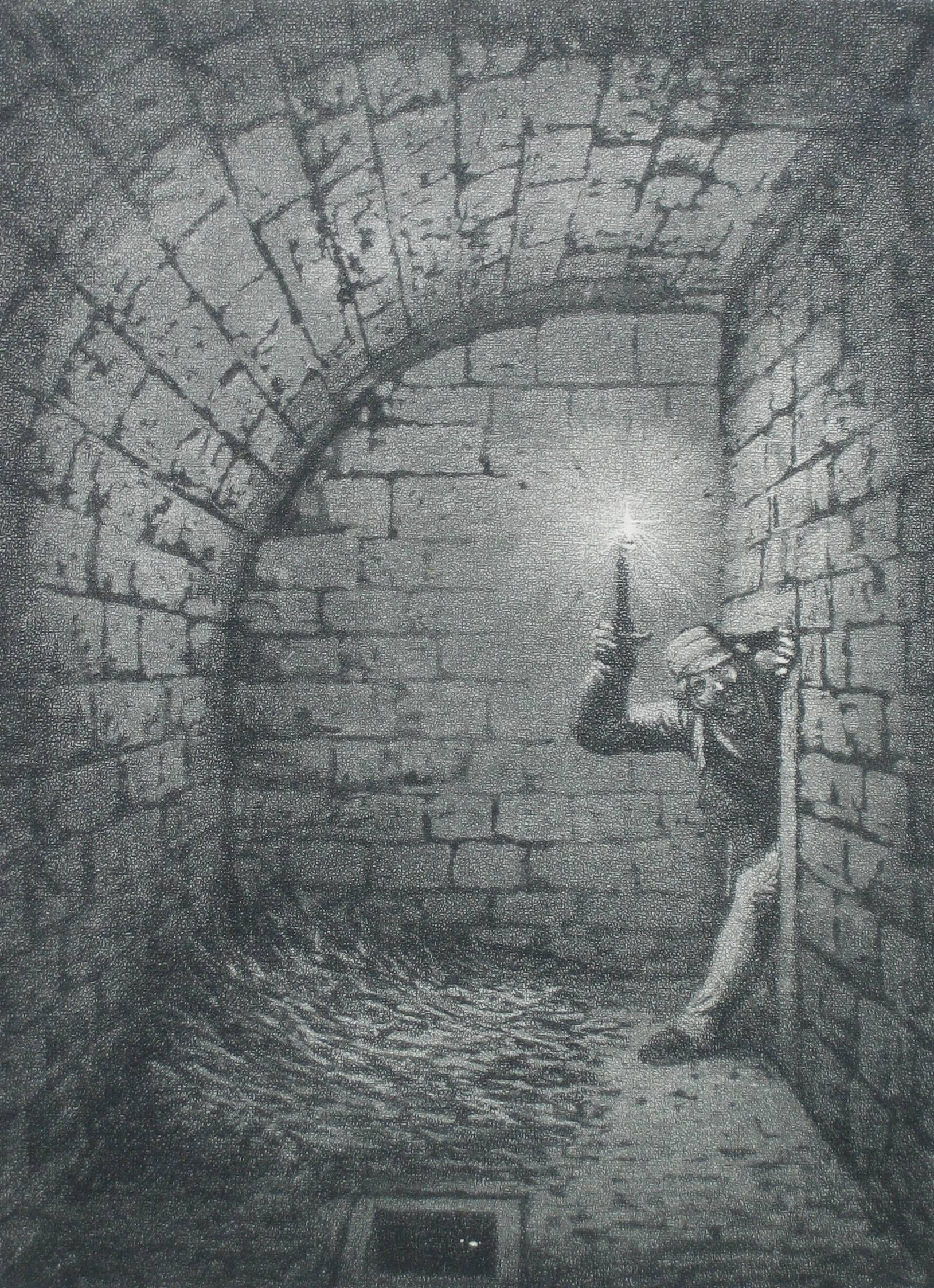
Zelle im Erdgeschoss
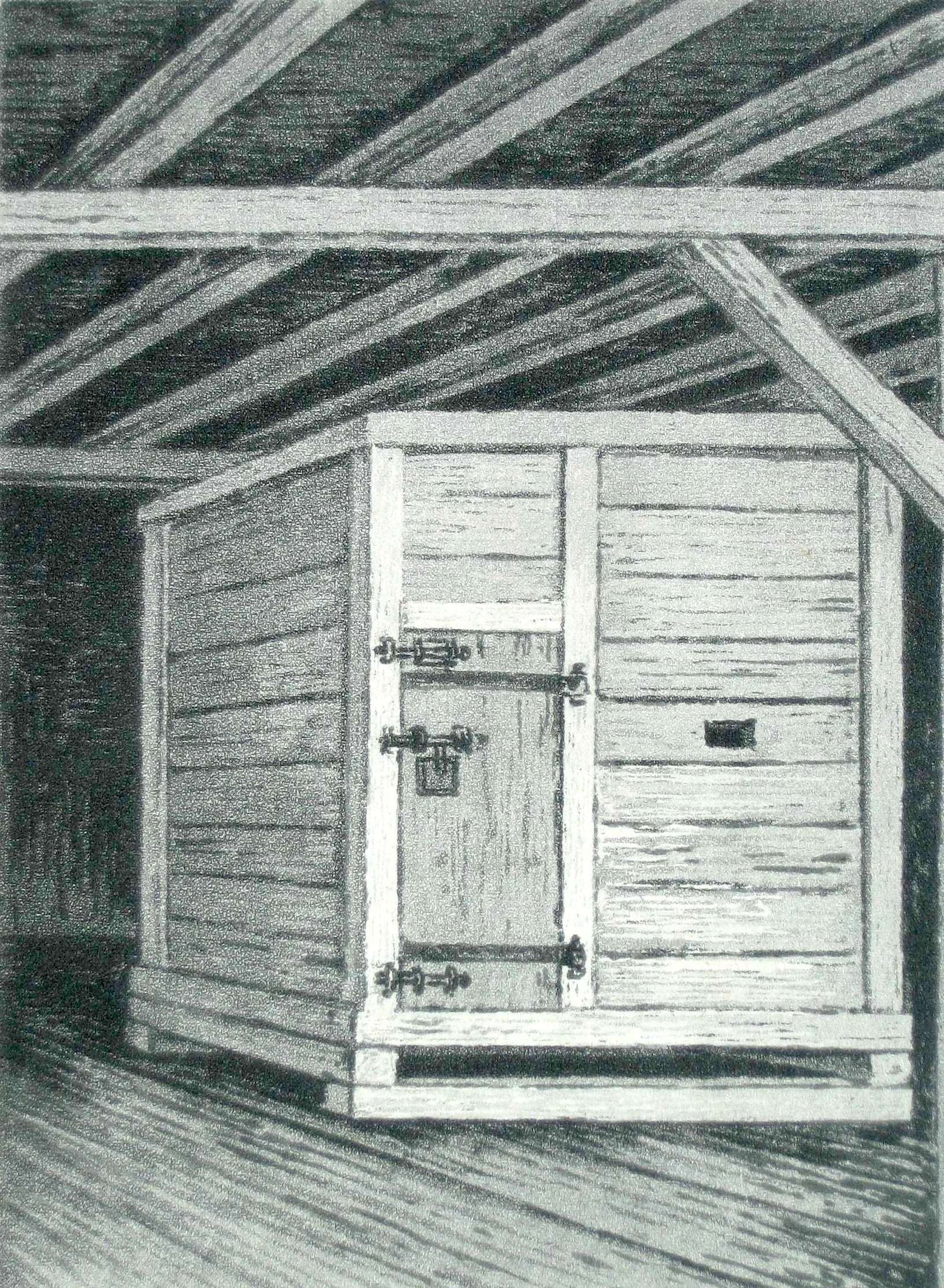
Das Blockhaus auf dem Dachboden

## Insassen

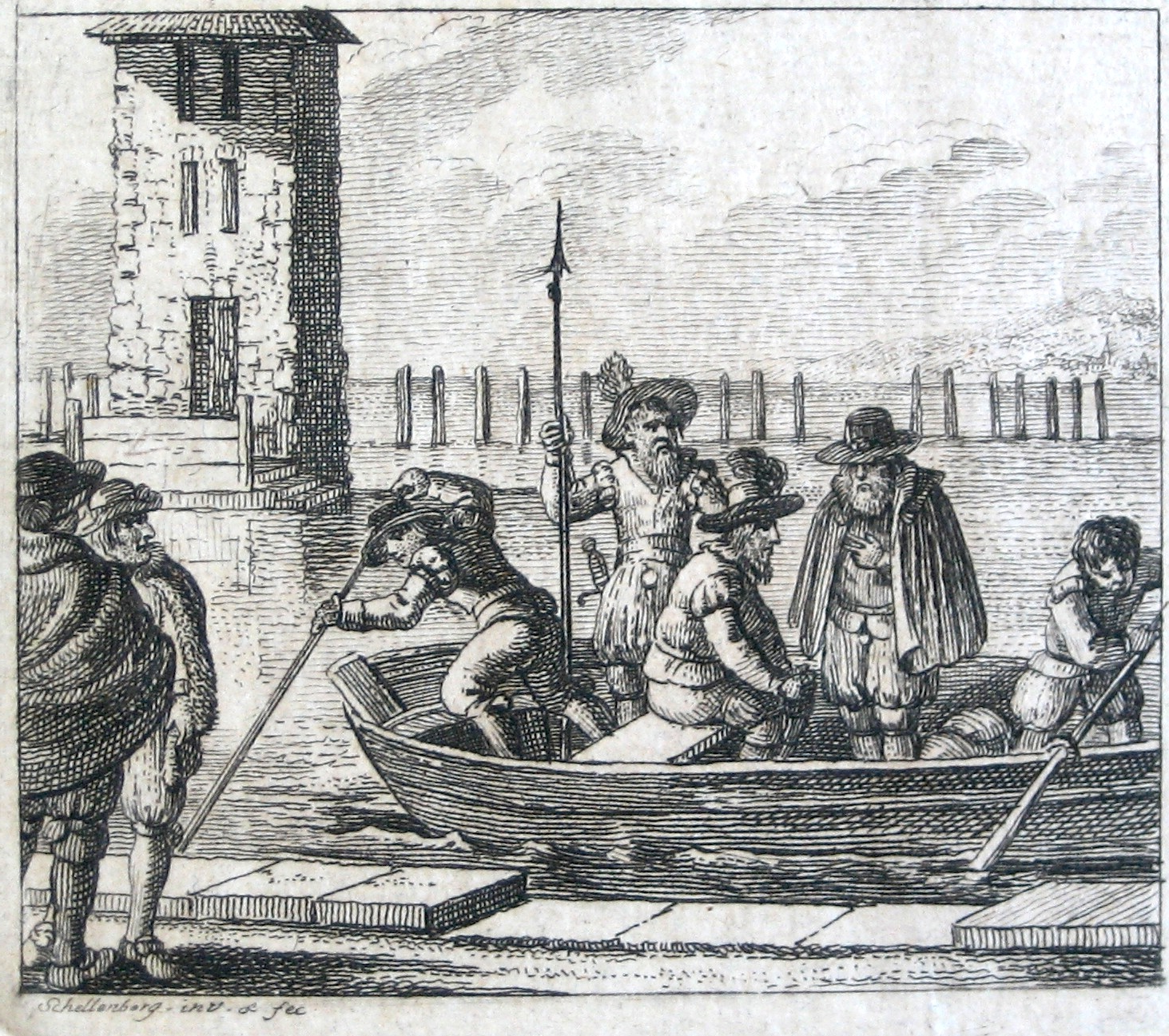
Hans Waldmann wird in den Wellenberg gebracht

Prominente Gefangene im Wellenberg waren 1489 der Bürgermeister Hans Waldmann, 1350 im Anschluss an die Mordnacht von Zürich Graf Johann II. (Habsburg-Laufenburg), Freiherr Johannes von Bonstetten, 1526 der Täufer Felix Manz sowie der Zürcher Pfarrer und Statistiker Johann Heinrich Waser (1742–1780), der nach einem umstrittenen Prozess enthauptet wurde.
Nach der Zählung von alt Staatsarchivar Otto Sigg (2012) wurden in Zürich in der Zeit der Hexenverfolgungen, zwischen 1487 und 1701, insgesamt 79 Personen für Hexerei hingerichtet. 
Für einige dieser Fälle zitiert Sigg Protokolle der Verhöre im Wellenberg, die oft unter Anwendung von Folter durch Streckung zustande kamen.